# Hewlett-Packard
Hewlett-Packard (HP) è stata una multinazionale statunitense dell'informatica attiva sia nel mercato dell'hardware (dai personal computer ai server e, nel mercato di massa, per le stampanti per le quali è uno dei maggiori produttori mondiali) che in quello del software e dei servizi collegati all'informatica.
Ad inizio 2011 era il primo produttore mondiale di computer portatili per unità vendute.
Nel 2015 la società si è divisa in due dando origine ad HP Inc. attiva nel mercato dei PC e delle stampanti e Hewlett Packard Enterprise che fornisce servizi per data center e grandi imprese.
Dalla Hewlett-Packard sono nate le aziende Hewlett Packard Enterprise, DXC Technology, Micro Focus, Broadcom, Agilent Technologies.

## Storia

### La creazione e i primi brevetti

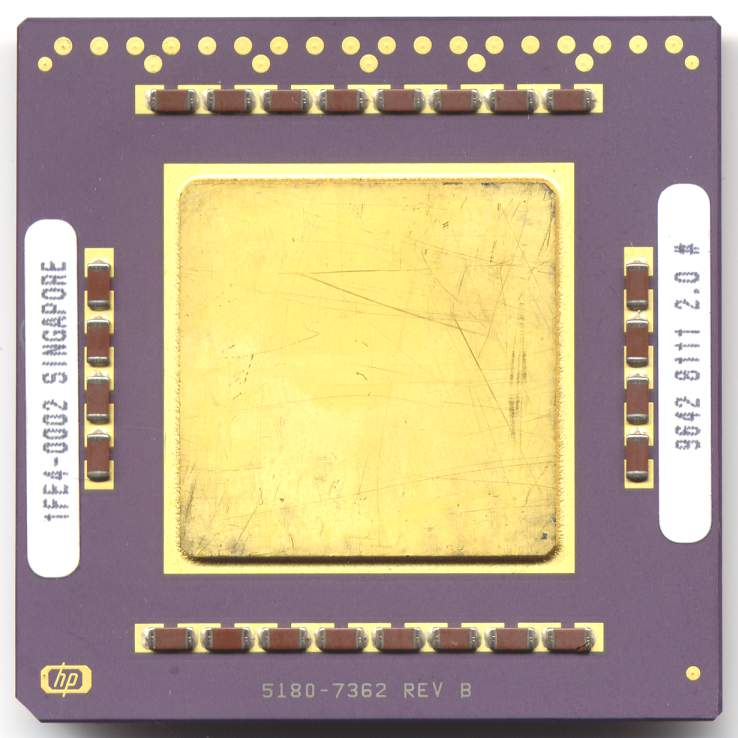
Microprocessore prodotto dalla HP

La società nata come produttrice di componenti elettroniche, fu fondata da Bill Hewlett e David Packard, due ingegneri elettronici laureatisi a Stanford, nel 1939; la prima sede fu un piccolo garage in legno sul retro della casa dove abitava David Packard con la moglie, al numero 367 della Addison Avenue, a Palo Alto, in California.
Il primo prodotto dell'azienda fu un oscillatore audio (l'HP 200A), coperto da brevetto, che Walt Disney nel 1940 sfruttò per verificare la sonorizzazione di Fantasia, il lungometraggio d'animazione che per primo utilizzò la stereofonia nei cartoni animati. Da notare, come curiosità, la nomenclatura dell'apparecchio: i due ingegneri scelsero appositamente di numerare il componente 200a in maniera che non sembrasse essere il primo e che in precedenza fossero stati prodotti altri modelli. Il colore scelto per l'estetica dei propri prodotti fu il verde militare, nei decenni, per i prodotti di fascia alta rimase fedele a questo colore.

### Le innovazioni e gli standard tecnologici
L'azienda progredì rapidamente ampliando la propria importanza, diventando leader mondiale nel campo della strumentazione elettronica coprendo anche il settore informatico con prodotti hardware all'avanguardia, ad essa si deve l'introduzione sul mercato dello standard di comunicazione IEEE 488, utilizzato universalmente per interfacciare i computer con gli strumenti di misura elettronici, e che fu concesso in licenza ad altre imprese, come la Commodore International che usò la tecnologia su alcune delle macchine di propria produzione
La divisione HP Associates, creata intorno al 1960, fu fondata in collaborazione con un altro ricercatore ex-Bell Labs Mohamed M. Atalla, e sviluppava componenti a semiconduttore principalmente per uso interno. che lavorò come Direttore della Ricerca sui Semiconduttori. Gli strumenti da laboratorio e calcolatrici HP furono tra i primi prodotti ad utilizzare i componenti a semiconduttore della HP Associates.

### I primi computer e le calcolatrici
La produzione di calcolatori scientifici, iniziata col modello HP-9100 nel 1968 (il quale presentava diverse similarità con la Programma 101) e continuata con la serie HP-9800 a partire dal 1971, conobbe un successo di dimensioni globali. Un grande ruolo di questo successo lo giocò la stretta collaborazione con la nascente industria dei dispositivi a semiconduttori: ad esempio, fu in questa stessa serie che si utilizzò la prima DRAM in un prodotto commerciale per la prima volta. Il modello di maggior successo di questo periodo fu l'HP-9825.
Nel 1972 fu lanciata la prima calcolatrice scientifica portatile, la HP-35.
Nel 1979 fu lanciato il sistema di sviluppo HP 64000, in grado di programmare schede basate su molti diversi microprocessori.
Nel 1987 il vecchio garage dove l'impresa mosse i primi passi è stato dichiarato monumento nazionale dello stato della California e la Valle di Santa Clara è nel frattempo diventata, grazie alla massiccia presenza di numerose altre aziende del settore, la cosiddetta Silicon Valley.
Nel 1991 introduce HP 95LX, il primo pocket computer MS-DOS.
Nel 1999 l'intero settore degli strumenti elettronici viene scorporato e trasferito a una società nata allo scopo, Agilent Technologies.

### La fusione con Compaq e le crisi
Nel 2002, in seguito alle decisioni dell'allora CEO Carly Fiorina, HP si fonde con Compaq. Come conseguenza di questa e di altre scelte che la mettono in contrasto con il consiglio di amministrazione e con gli azionisti di riferimento, Carly Fiorina, nel 2005, viene rimossa dall'incarico.
Nel 2008 HP acquista per 13,9 miliardi di dollari l'Electronic Data Systems.
Il 12 aprile 2010 HP ha annunciato di aver completato l'acquisizione di 3Com per $2,7 miliardi di dollari.
Il 28 aprile 2010 la società di Palo Alto ha reso nota l'acquisizione di Palm per $1,2 miliardi di dollari.
All'acquisizione di nuove aziende e mercati, HP alterna annunci di riduzione del personale. Nel 2005 l'azienda aveva infatti annunciato un taglio di 15.000 posti, nel 2008 viene annunciata un'ulteriore riduzione di 25.000 posti (di cui 9.000 nella regione EMEA); a giugno 2010 viene infine reso noto un piano per la riduzione di altri 9.000 posti. A tali riduzioni, sono corrisposte delle politiche assunzionali che hanno elevato il livello di turnover.
Il 6 agosto 2010 l'allora Amministratore Delegato Mark Hurd si dimette a seguito delle accuse di molestie da parte di un ex collaboratrice della società. Gli subentrerà Leo Apotheker, ex A.D. della SAP.
Il 1º luglio 2011 HP lancia il Touchpad, un tablet, basato sul sistema operativo WebOS 3.0. Tuttavia il prodotto non incontra i favori del mercato e già il 5 agosto il prezzo di listino viene tagliato di 100 dollari. Il 18 agosto è ufficialmente ritirato dal mercato.
Nello stesso periodo varie fonti sostengono che HP sarebbe intenzionata a dismettere anche la produzione di personal computer (desktop e notebook).
Nel 2013 la Hewlett-Packard ha messo in vendita i primi tablet muniti di sistema Android (Jelly Bean,4.0 e 4.1), come l'HP Slate 7

### Lo scorporo
Nell'ottobre del 2014, viene annunciato il progetto di suddivisione in due società: Hewlett Packard Enterprise, focalizzata sulla fornitura di hardware e servizi alle aziende, e HP Inc., destinata a concentrare le operazioni per il mercato end-user: stampanti e PC. Il 1º novembre 2014 è stata completata la separazione formale fra Agilent e Keysight Technologies, tutte le attività di misurazione elettronica sono di fatto esclusiva competenza di Keysight Technologies, lasciando Agilent con i prodotti chimici e tecnologia di bioanalisi.
Il 1º novembre 2015, come annunciato in precedenza, Hewlett-Packard ha cambiato nome in HP Inc. e ha creato una società sussidiaria, Hewlett Packard Enterprise, mediante il trasferimento di parte delle attività della società maggiore.

## Attività e prodotti
Tra i suoi prodotti si annoverano notebook, desktop, tablet PC, stampanti e scanner per computer. La Hewlett-Packard è stata tra le aziende leader, a livello mondiale, nel campo dell'innovazione tecnologica per quanto riguarda notebook e portatili: risale al gennaio 2009 la presentazione dell'HP TouchSmart, il primo computer portatile mai prodotto con schermo touch screen multitouch.
Un altro motivo per cui Hewlett-Packard è diventata famosa deriva dal fatto che nei suoi laboratori Alexander Stepanov e Meng Lee crearono la Standard Template Library (STL). Essa prende il nome dalle loro ricerche nel campo della programmazione generica, a cui diede un contributo significativo anche David Musser, che ora fa parte dello standard ANSI-ISO.
Nel corso del CES 2009 ha ricevuto un altro prestigioso riconoscimento per l'innovazione tecnologica e di alta qualità che premia gli sforzi dell'azienda nel settore della qualità e dell'innovazione nel campo dei PC Notebook.

## Controversie
- Nel 2007 HP denuncia Acer per la violazione di alcuni dei brevetti relativi a sistemi di variazione della frequenza operativa, del consumo energetico e dei drive ottici. In seguito HP ha aggiunto alla lista altri brevetti violati, quali, tecnologie di risparmio energetico, gestione della temperatura, del flusso dati e miglioramenti per la visualizzazione di immagini; Acer, dal canto suo, ha presentato una causa contro HP per la violazione di altri brevetti in suo possesso relativi a prodotti per PC, server e periferiche, tecnologie di trasmissioni dati wireless e DVD-ROM.[14]

## Loghi

### Hewlett-Packard (1954–2015)

1954–1964
1964–1981
1979–2008
1999–2012
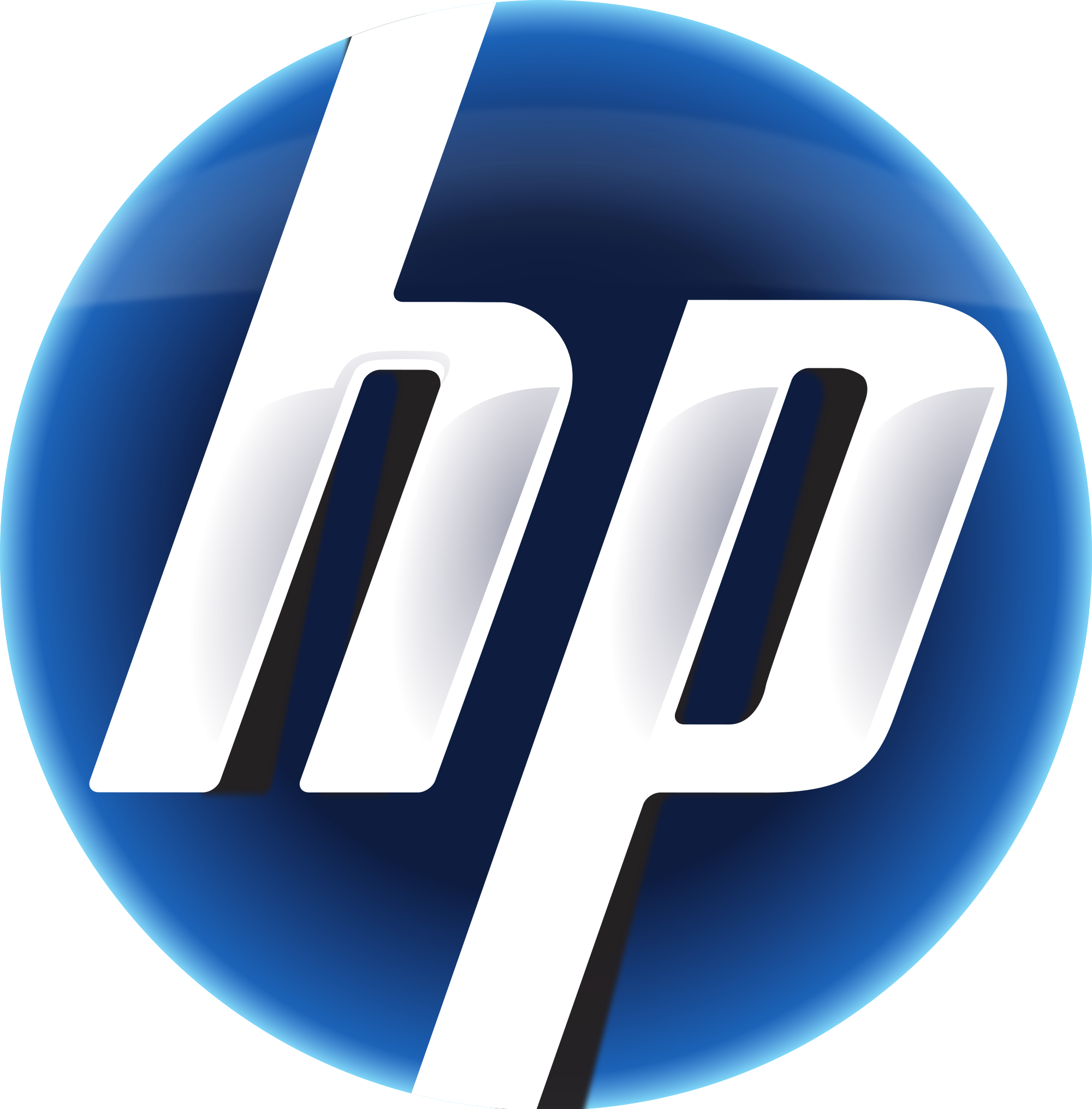
2000–2008
2008–2014
2012–2015